# Kenneth Jonassen
Kenneth Jonassen (født 3. juli 1974) er en dansk badminton-spiller, der i 2009 var Danmarks næstbedste herresinglespiller efter Peter Gade. Kenneth Jonassen er søn af lokal- og regionalpolitiker Birgit Jonassen, (DF).
Efter 3 succesrige år som landstræner i England, vendte han tilbage til Danmark og er blevet assisterende landstræner. I oktober 2016 overtog han posten som landstræner fra Lars Uhre.

## Kenneth Jonassens spiller-CV
- EM-guld 2008
- EM sølv 1998, 2002, 2004 og 2006
- German Open 2001
- Korea Open 2003
- Dutch Open 2004
- Singapore Open 2004
- DM-guld 2004 og 2008

## Kenneth Jonassens træner-CV
- 2003-10 Spillende træner i Greve
- 2008-10 Centertræner Badminton Danmark
- 2010-13 Landstræner i Badminton England
- 2013-2016 Assisterende landstræner i Badminton Danmark
- 2016- Cheflandstræner i Badminton Danmark